# Digenis Akritas Morphou
Digenis Akritas Morphou é uma equipe cipriota de futebol com sede em Morphou. Disputa a primeira divisão do Chipre (Campeonato Cipriota de Futebol).
Seus jogos são mandados no Makario Stadium, que possui capacidade para 16.000 espectadores.

## História
O Digenis Akritas Morphou foi fundado em 23 de Abril de 1931.